# Церковь Святого Прокопия (Тирана)
Церковь Святого Прокопия (алб. Kisha e Shën Prokopit) — православный храм на окраине Тираны, столицы Албании. Она была одной из двух православных церквей, существовавших в городе до начала Второй мировой войны, другой была Благовещенская церковь (Эвангелизмос) XIX века, снесённая в 1967 году.

## История

### Старое здание
В 1787 году семья Баргини, феодалы Тираны, разрешили православной общине города возвести свою церковь в качестве вознаграждения за помощь, которую православная община оказывала при защите города от нападений Ахмета Курта-паши из Берата. Церковь была построена в период между 1790 и 1797 годами, хотя в церковном списке жертвователей на её строительство их имена можно проследить лишь до 1818 года, поскольку копии предыдущего списка были утеряны. Значительную часть православной общины Тираны составляли влахи, а её документы, которые фиксировали все важные дела в жизни церкви, были написаны на греческом языке. Здание церкви наполовину располагалось под землёй, а колокола ей не разрешались иметь согласно закону для новопостроенных церквей в мусульманских странах. Церковь занимала площадь в 22 метра в длину и 13 метров в ширину. Строительство в 1874 году на центральной площади Тираны Благовещенской церкви, снесённой в 1967 году, снизило количество прихожан церкви Святого Прокопия.

### Современное здание
В 1940 году был утверждён новый городской план Тираны. Православная община города согласилась перенести церковь Святого Прокопия в новое здание, которое должно было располагаться в парке Святого Прокопия, на месте примерно на 25 метров выше прежнего и в около 400 метрах от него. Христофор, тогдашний предстоятель Албанской православной церкви, доверил разработку проекта нового здания Скендеру Люараси, молодому архитектору, окончившему Венский университет, и сыну патриота Кристо Люараси. Строительство вела милано-неаполитанская компания Ing Lucca & Co. Новая церковь была готова в 1942 году и открыта в 1945 году, сразу после окончания Второй мировой войны. В декабре 2017 года мэр Тираны Эрьон Велиай объявил о запуске проекта по восстановлению прежнего, существовавшего до 1967 года, облика церкви.